# Крицюк, Станислав Васильевич
Станисла́в Васи́льевич Крицю́к (род. 1 декабря 1990, Тольятти, Куйбышевская область) — российский футболист, вратарь.

## Клубная карьера
Воспитанник Академии футбола имени Юрия Коноплёва. В 2008 году в составе димитровградской «Академии» дебютировал во втором дивизионе, пропустил четыре гола в четырёх матчах. Затем играл за «Тольятти» и «Академию», переехавшую в этот город. В 2013 году перешёл в португальскую «Брагу». Первую половину сезона провёл во второй команде клуба, а вторую на правах аренды в «Риу Аве», принял участие в одном матче чемпионата Португалии, пропустил один гол.
18 августа 2014 года Крицюк дебютировал в воротах «Браги», в первых двух матчах чемпионата Португалии отстояв на ноль, однако потом уступил место в воротах Матеусу Магальяйнсу. В Кубке Португалии помог команде одолеть «Бенфику» и попасть в 1/8 финала, а затем и в финал, где «Брага» уступила «Спортингу» в серии послематчевых пенальти. Перед началом сезона 2015/16 главный тренер «Браги» Паулу Фонсека выбрал Крицюка первым голкипером команды.
25 января 2016 года перешёл в «Краснодар» на правах аренды до конца сезона 2015/16 с опцией выкупа. 30 мая 2016 года «Краснодар» выкупил Крицюка за 4 миллиона евро и подписал контракт, рассчитанный до июня 2020 года. В начале был основным голкипером команды, однако затем надолго выбыл из строя из-за травмы колена, а потом проиграл конкуренцию более молодому Матвею Сафонову.
По окончании контракта вернулся в Португалию — в клуб «Белененсеш», где стал основным вратарём команды (провел 27 матчей, в которых пропустил 27 голов). По окончании сезона 2020/21 покинул клуб. В июле 2021 подписал контракт с «Жил Висенте», за который провёл в чемпионате четыре матча.
2 сентября 2021 года перешёл в петербургский «Зенит», подписав контракт по схеме «1+1». Осенью провёл за команду в чемпионате и Лиге чемпионов 11 матчей, пропустил 15 голов. В начале ноября 2021 года в матче с «Ювентусом» получил травму. 15 июня 2022 года контракт был расторгнут по обоюдному согласию сторон из-за состояния здоровья Крицюка.
1 июля 2022 года подписал контракт со своим предыдущим португальским клубом — «Жил Висенте». Из-за травм сыграл за клуб всего 15 матчей за 2 года, после чего контракт с Крицюком не был продлён.
30 августа 2024 года стал игроком «Тюмени», выступающей в Первой лиге России. Дебютировал 3 сентября в матче против «Сочи» (0:3). Покинул клуб 1 января 2025 года, сыграв 6 матчей во всех турнирах.

## Карьера в сборной
Выступал за юношескую сборную России. В составе молодёжной сборной России дебютировал в 2013 году, принимал участие на молодёжном чемпионате Европы 2013.
26 марта 2016 года в товарищеском матче против сборной Литвы дебютировал в составе национальной сборной России, отстояв на ноль весь первый тайм. 10 ноября 2016 года в товарищеском матче против сборной Катара на 58-й минуте сменил получившего травму Игоря Акинфеева.
Осенью 2021 года попал в расширенный состав сборной России на октябрьские матчи.

## Достижения
«Брага»
- Победитель Кубка португальской лиги: 2012/13
- Финалист Кубка Португалии: 2014/15

«Краснодар»
- Бронзовый призёр чемпионата России: 2018/19, 2019/20

«Зенит»
- Чемпион России: 2021/22

## Статистика

### Клубная
| Выступление         | Выступление      | Выступление      | Чемпионат | Чемпионат | Кубки | Кубки | Еврокубки | Еврокубки | Итого | Итого |
| Клуб                | Лига             | Сезон            | Игры      | Голы      | Игры  | Голы  | Игры      | Голы      | Игры  | Голы  |
| ------------------- | ---------------- | ---------------- | --------- | --------- | ----- | ----- | --------- | --------- | ----- | ----- |
| Академия (Тольятти) | 2.Дивизион       | 2008             | 4         | 0         | 0     | 0     | 0         | 0         | 4     | 0     |
| Академия (Тольятти) | 2.Дивизион       | 2010             | 20        | 0         | 0     | 0     | 0         | 0         | 20    | 0     |
| Академия (Тольятти) | 2.Дивизион       | 2011/12          | 13        | 0         | 0     | 0     | 0         | 0         | 13    | 0     |
| Академия (Тольятти) | 2.Дивизион       | 2012/13          | 6         | 0         | 0     | 0     | 0         | 0         | 6     | 0     |
| Академия (Тольятти) | Итого            | Итого            | 43        | 0         | 0     | 0     | 0         | 0         | 43    | 0     |
| Тольятти            | 2.Дивизион       | 2008             | 9         | 0         | 0     | 0     | 0         | 0         | 9     | 0     |
| Тольятти            | 2.Дивизион       | 2009             | 9         | 0         | 1     | 0     | 0         | 0         | 10    | 0     |
| Тольятти            | Итого            | Итого            | 18        | 0         | 1     | 0     | 0         | 0         | 19    | 0     |
| Брага В             | Сегунда лига     | 2012/13          | 2         | −2        | 0     | 0     | 0         | 0         | 2     | -2    |
| Брага В             | Сегунда лига     | 2013/14          | 10        | −14       | 0     | 0     | 0         | 0         | 10    | -14   |
| Брага В             | Итого            | Итого            | 12        | −16       | 0     | 0     | 0         | 0         | 12    | -16   |
| → Риу Аве           | Суперлига        | 2013/14          | 1         | −1        | 2     | −2    | 0         | 0         | 3     | -3    |
| → Риу Аве           | Итого            | Итого            | 1         | −1        | 2     | −2    | 0         | 0         | 3     | -3    |
| Брага               | Суперлига        | 2014/15          | 11        | −5        | 10    | −10   | 0         | 0         | 21    | -15   |
| Брага               | Суперлига        | 2015/16          | 18        | −13       | 0     | 0     | 0         | 0         | 18    | -13   |
| Брага               | Итого            | Итого            | 29        | −18       | 10    | −10   | 0         | 0         | 39    | -28   |
| Краснодар           | Премьер-лига     | → 2015/16        | 12        | −6        | 2     | −3    | 0         | 0         | 14    | -9    |
| Краснодар           | Премьер-лига     | 2016/17          | 20        | −16       | 1     | −3    | 10        | −9        | 31    | -28   |
| Краснодар           | Премьер-лига     | 2017/18          | 4         | −4        | 0     | 0     | 0         | 0         | 4     | -4    |
| Краснодар           | Премьер-лига     | 2018/19          | 12        | −9        | 1     | −2    | 4         | −4        | 17    | -15   |
| Краснодар           | Премьер-лига     | 2019/20          | 1         | −0        | 1     | −1    | 4         | −6        | 6     | -7    |
| Краснодар           | Итого            | Итого            | 49        | −35       | 5     | −9    | 18        | −19       | 72    | -63   |
| Белененсеш          | Суперлига        | 2020/21          | 16        | −15       | 0     | 0     | —         | —         | 16    | -15   |
| Белененсеш          | Итого            | Итого            | 16        | −15       | 0     | 0     | 0         | 0         | 16    | -15   |
| Всего за карьеру    | Всего за карьеру | Всего за карьеру | 167       | −85       | 18    | −21   | 18        | −19       | 203   | -125  |

### Матчи за сборную
| № | Дата           | Оппонент | Счёт | Пр. голы | Соревнование      |
| - | -------------- | -------- | ---- | -------- | ----------------- |
| 1 | 26 марта 2016  | Литва    | 3:0  | 0        | Товарищеский матч |
| 2 | 10 ноября 2016 | Катар    | 1:2  | 1        | Товарищеский матч |

Итого: сыграно матчей: 2 / пропущено голов: 1 / «сухие» матчи: 1; победы: 1, ничьи: 0, поражения: 1.

### Участие в турнирах
| № | Турнир                     | Матчей | Пр. мячи | Сухие | Предупреждён | Yellow card · Yellow-red card | Red card |
| - | -------------------------- | ------ | -------- | ----- | ------------ | ----------------------------- | -------- |
| 1 | Российская Премьер-лига    | 49     | -35      | 25    | —            | —                             | —        |
| 2 | Португальская Премьер-лига | 32     | -20      | 16    | 2            | —                             | —        |
| 3 | Лига Европы                | 17     | -17      | 7     | —            | —                             | —        |
| 4 | Кубок Португалии           | 7      | -7       | 1     | 2            | —                             | —        |
| 5 | Кубок России               | 6      | -10      | 1     | —            | —                             | —        |
| 6 | Товарищеские матчи Сборной | 2      | -1       | 1     | —            | —                             | —        |
| 7 | Лига чемпионов             | 1      | -1       | 0     | —            | —                             | —        |

Итого: сыграно матчей: 114. Пропущено мячей: 91. «Сухие» матчи: 51.